# São Brissos
São Brissos est une ancienne paroisse civile portugaise (en portugais : freguesia) de la municipalité de Beja dans le district du même nom en Alentejo. En 2013, elle est rattachée à Trigaches e São Brissos.

## Géographie
São Brissos est située au nord-ouest de Beja, dans le Bas Alentejo.
Avant sa disparition, la paroisse de São Brissos s'étend sur une superficie de 51,64 km2.
Elle accueille sur son territoire la base aérienne et l'aéroport de Beja.

## Histoire
La loi no 11-A/2013 du 28 janvier 2013, portant réorganisation administrative du territoire des freguesias, fusionne São Brissos avec la paroisse voisine de Trigaches pour former l’União das freguesias de Trigaches e São Brissos (dont le siège est à Trigaches).

## Démographie
Lors du recensement de 2011, São Brissos compte 108 habitants.